# Kwakwaka'wakw

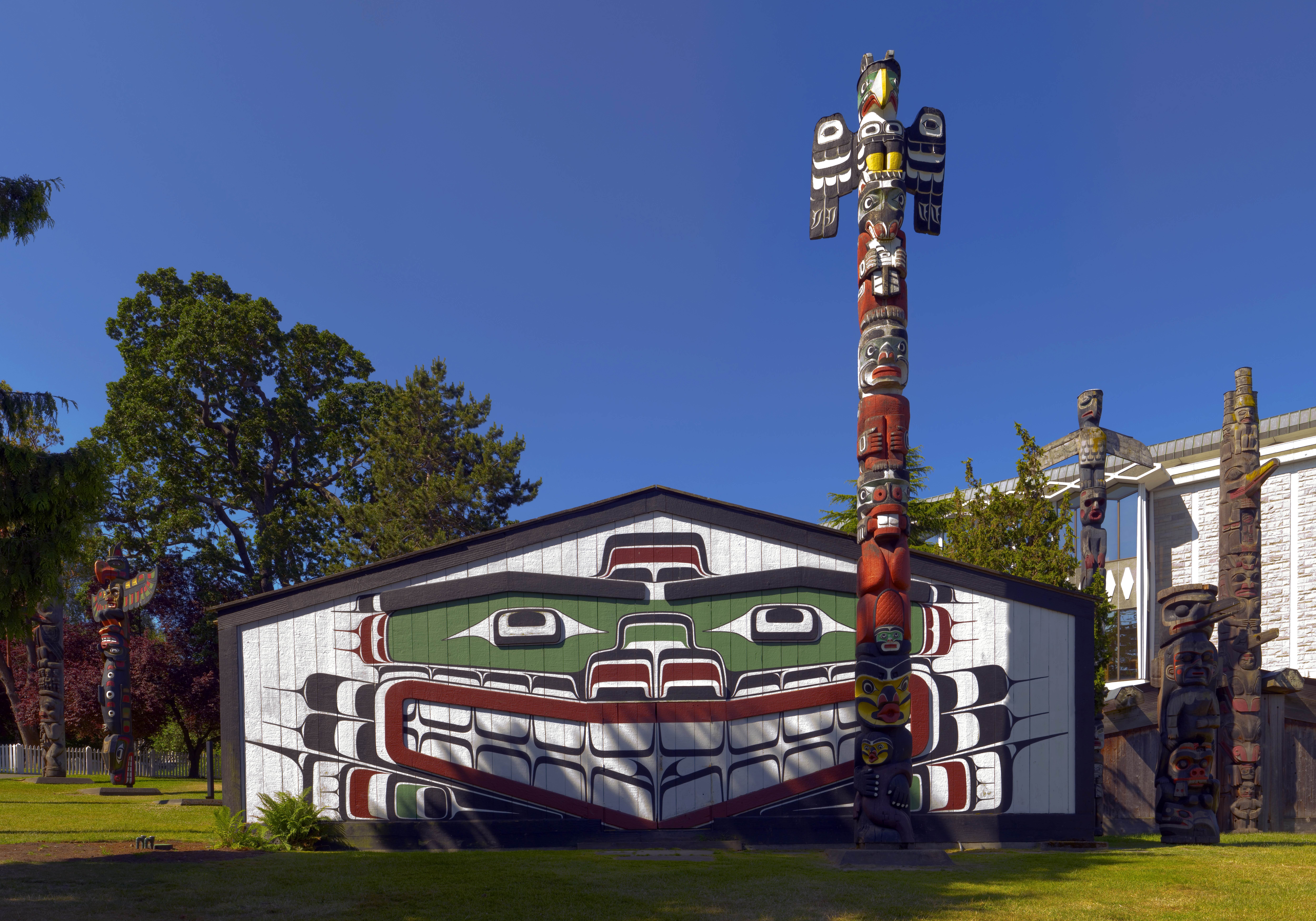
Wawadit'la (Mungo-Martin-Haus)

Die Kwakwaka'wakw („Sprecher von Kwak'wala“) oder (früher meist) Kwakiutl genannt sind eine indianische Gruppe sprachlich-ethnisch verwandter First Nations in der kanadischen Provinz British Columbia. Sie leben im nördlichen Teil von Vancouver Island, auf Haida Gwaii und dem angrenzenden Festland. Dieses Gebiet ist durch zahlreiche Fjorde zerschnitten, dazu sehr gebirgig, so dass Siedlungen nur an wenigen Stellen errichtet werden konnten, häufig an der Mündung eines Flusses oder auf einer der Inseln. Die Kwakwaka'wakw sind sprachlich mit den Heiltsuk und Wuikinuxv verwandt.
Ihre Sprache gehört zur Wakash-Sprachfamilie und dort zur nördlichen Gruppe, den Nördlichen Wakashan-Sprachen bzw. Kwakiutl-Sprachen. Der Name „Kwakiutl“ bezog sich ursprünglich nur auf die Kwagu’ł (Aussprache: Kwa-gyu-thl; „Smoke-Of-The-World“) mit ihrer Siedlung Tsax̱is um Fort Rupert, wurde jedoch lange Zeit und fälschlicherweise auf alle Kwakwaka'wakw ausgedehnt. Die Indianeragenten nannten die Stammesgruppe häufig Kwakkewlths.

## Heutige Kwakwaka'wakw First Nations und Bands
Von den etwa 30 Kwak'wala-sprachigen Stämmen bzw. Siedlungen (jeweils unter der Führung eines Häuptlings), die vor den Europäern zu den Kwakwaka'wakw (engl. Aussprache: Kwak-wak-ya-wak, in Kwak'wala: KWOK-wok-ya-wokw) gezählt wurden, existieren heute noch 17, zu denen häufig einst unabhängige – jedoch stark dezimierte Kleinststämme – gehören (stärker eingerückt), die sich größeren „Stämmen/Siedlungen“ angeschlossen haben:
- Ḵwiḵwa̱sut'inux̱w Ha̱xwa'mis First Nation (früher: Kwicksutaineuk-ah-kwaw-ah-mish auf Gilford Island)
  - Ḵwiḵwa̱sut'inux̱w First Nation („People-Of-The-Other-Side“, früher: Kwicksutaineuk / Kwiksootainuk; frühere Siedlung: Gwa'yasda̱m's/G̱wa'yasda̱ms bzw. Health Bay auf Gilford Island)
  - Dlidliget (schlossen sich 1865 als „Kwiksootainuk“ den Ḵwiḵwa̱sut'inux̱w an)
  - Haxwa’mis First Nation (früher: Hahuamis)
- Tsawataineuk First Nation (vermehrt: Dzawada’enuxw First Nation, Siedlung: Quaee (Gwa’yi) entlang des Kingcome River am Kingcome Inlet)
- Gwawaenuk Tribe (auch: Gwawaʼenux̱w First Nation, Siedlung: Heg̱a̱m's bzw. Hopetown an der Südküste von Watson Island)
- Kwakiutl First Nation (Kwagu’ł) (auch: Kwagu’ł First Nation, „Smoke-Of-The-World“, Siedlung: Tsax̱is (Fort Rupert), daher früher: Fort Rupert Band)
- Mamalilikulla-QweʼQwaʼSotʼEm Band
  - Mamalilikala Band (Mama̱liliḵa̱la/Mamaliliḵa̱la – „The-People-Of-Malilikala“, Siedlung: 'Mimkwa̱mlis ('Mimkumlis/Memkumlis) bzw. Village Island)
  - Qwe-Qwa-Sot'Enox Band („People-Of-The-Other-Side“, früher: Kwicksutaineuk / Kwiksootainuk, frühere Siedlung: Gwa'yasda̱m's/G̱wa'yasda̱ms bzw. Health Bay auf Gilford Island)
- 'Namgis First Nation („Those-Who-Are-One-When-They-Come-Together“, früher: Nimpkish-Cheslakees, Siedlung: Xwa̱lkw am Nordufer der Mündung des Nimpkish River (Gwani) und Yalis bei Alert Bay)
- Tlowitsis First Nation (vermehrt: Ławit'sis First Nation, „Angry-ones“, frühere Siedlung: Ḵalug̱wis auf Turnour Island)
- Da'naxda'xw Nation (auch: Da'naxda'xw/Awaetlatla Nation bzw. Da̱'naxda'x̱w-A̱'wa̱'etła̱la)
  - Da'naxda'xw First Nation (auch: Da̱ʼnaxdaʼx̱w / Da̱'naxda'x̱w – „The-Sandstone-Ones“, Siedlung: Tsadzis'nukwa̱me'/T'sadzisnukwa̱me' bzw. New Vancouver auf Harbledown Island)
  - Awaetlatla First Nation (auch: A'wa'et'ala/Awa’etłala – „Those-Up-The-Inlet“, Siedlung: Dzawadi/Tsawatti („Oolichan Place“) am Knight Inlet)
- Ma'amtagila First Nation (früher: Mahteelthpe bzw. Matilpi Tribe, Siedlungen: I'tsika̱n/Itsika̱n bzw. Etsekin/Matilpi Village und Haylate)
- Gwa'sala-'Nak'waxda'xw Nations (auch: Gwaʼsala-ʼNakwaxdaʼxw Nations)
  - Gwa'sala First Nation (Gwa'sa̱la, früher: Gwasilla/Quawshelah, Siedlung: Ta̱kus (T̓a̱kus) am Smiths Inlet)
  - 'Nak'waxda'xw First Nation (auch: ‘Nak´waxda’xw First Nation, früher: Nakoaktok/Nakwoktak, frühere Siedlung: Ba'as (Ba'a's) bzw. Blunden Harbour, heutige Hauptsiedlung: Port Hardy)

- Quatsino First Nation[2]

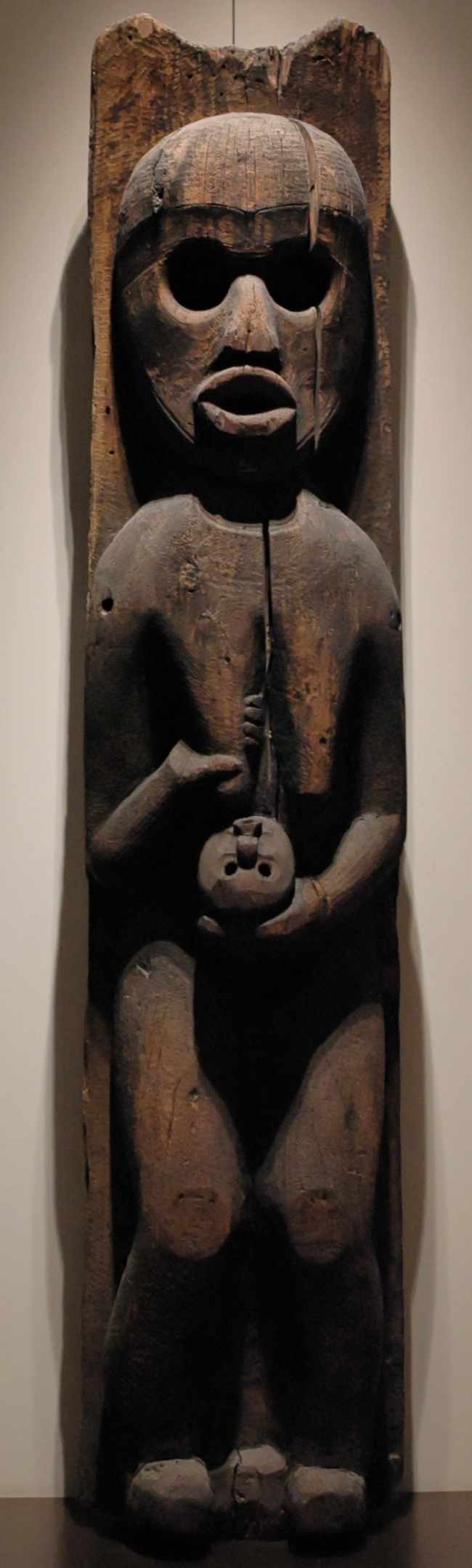
Hauspfahl (2. Hälfte 19. Jahrhundert, Smith Inlet, Höhe: 3,25 m), von Charles F. Newcombe 1905 mitgenommen; Geschenk von Max Ernst an das Musée de l'Homme (1975), Louvre, Paris

  - Gob’inuxw (Giopino) (Inner Quatsino Sound)
  - G̱usgimukw/Gusgimukw (Koskimo) („People of Guseʼ“, früher: Koskemo, Koskeno, Siedlung: Quatsino am Quatsino Sound)
  - Gwat'sinux/Gwat̕sinuxw oder Qwat’sinuxw (Quatsino) („Head-Of-Inlet-People“, früher: Kwat-Seno, Kwatsino bzw. Oyag̱a̱mʼla, Siedlung: Oyag̱amla (Oyag̱a̱m'la) bzw. Winter Harbour)
  - Hoyalas (Huyalas) (Siedlung: X̱wa̱tis am Holberg Inlet)
  - T’latsinuxw (Klaskino)
- T'lat'lasikwala First Nation (auch: T´łat´łasikwala First Nation, T̓łat̕łasiḵwala/Tlatlasikwala – „Those-Of-The-Ocean-Side“, Siedlung: X̱wa̱mdasbeʼ auf Hope Island)

Oft werden auch die Lekwala/Lik'wala/Liq̓ʷala (Südliches Kwakiutl)-sprachigen Ligwilda'xw (Laich-kwil-tach) zu den Kwakwaka'wakw gerechnet und als „Südliche Kwakiutl“ bezeichnet, jedoch identifizieren sie sich als eigenständige Ethnie separat von den Kwakwaka'wakw:
- Campbell River First Nation (Wei Wai Kum) (auch: Weiwaikum/Wiwēkam/Wiwek’am, „People along Campbell River“, Siedlungen: Amm̓ataxʷ/Am̓atex̌ʷ oder Tłəmatək („place where there are houses“ bzw. Campbell River), Matlaten („calm point“ bzw. Greene Point) und Tatapowis („place becomes dry“ bzw. Whiterock Passage auf Maurelle Island))
- We Wai Kai Nation (auch: Cape Mudge First Nation, auch: Wewaikai/Wiwēqay̓i oder Wēqay̓i, früher: Yuculta / Euclataws genannt, Siedlung: Cekʷal̓utən/Ceqʷəl̓utən (Tsa-kwa-luten/Tsakwəlutən) bzw. Cape Mudge auf Quadra Island)
- Kwiakah First Nation („murderers“, auch: Kwiakah Band bzw. Kwiakah Nation, Siedlungen: Nəts’inuxw am Phillips Arm, Saaiyouck bei Arran Rapids, Frederick Arm und den Discovery Islands)
- Komenox (auch: Homayno oder ‘Q!omenoxw, es ist bis heute umstritten, ob diese Gruppe ethnisch-sprachlich zu den Küsten-Salish oder zu den Ligwilda'xw (Laich-kwil-tach) zu zählen ist, ursprüngliche Heimat war Loughborough Inlet, später schlossen sie sich den Wei Wai Kum an, die ihr Territorium nun beanspruchten)
- Tlaaluis (Laa'luls) („Angry ones“, lt. Überlieferung einst als Kwixagiwa’i ein Kwiakah-Clan in der Siedlung Nəts’inuxw am Phillips Arm, siedelten danach auf Hwihawi, einer Insel im Phillips Lake, später in der Siedlung Saaiyouck bei Arran Rapids gegenüber von Stuart Island, zwischen Bute Inlet und Loughborough Inlets, schlossen sie sich nach einem Krieg mit den Salish-Völkern wieder den Kwiakah an)
- Walitsima/Walitsum Band of Salmon River (ursprünglich zwei Lekwala-sprachige Bands, die sich zuerst zu den Walitsima zusammenschlossen, die Tuberkulose-Überlebenden schlossen sich ab 1940 den K’ómoks, We Wai Kai und Wei Wai Kum an)
  - Walitsima/Walitsum/Walitsama bzw. Kahkahmatsis am Salmon River (Xwesam)
  - Hahamatses/Hahamatsees (weiter im Inland)
- Kʼómoks First Nation (ursprünglich Island Comox (Salhulhtxw / Saɬuɬtxʷ)-Dialekt-sprachige Küsten-Salish, übernahmen sie den Lik'wala/Liq̓ʷala-Dialekt der Ligwilda'xw und bezeichnen sich seither in dieser Sprache als K’ómoks)
- Pentlatch (Puntletch / Puntledge) (ursprünglich Pentlatch/Puntletch (Pənƛ̕áč)-Dialekt-sprachige Küsten-Salish entlang der Ostküste von Vancouver Island, übernahmen sie ebenfalls den Lik'wala/Liq̓ʷala-Dialekt der Ligwilda'xw, heute Teil der Qualicum First Nation)

Während der Zeit der südwärts gerichteten Raubzüge, vor allem der südlichen Kwakiutl (korrekter: Ligwilda'xw), übernahmen in der ersten Hälfte des 19. Jahrhunderts zwei Stämme der Küsten-Salish, die K’ómoks und Pentlatch (Puntletch / Puntledge), sogar die Sprache der nördlichen Nachbarn.

## Sprache
Das Kwak'wala („Nördliches Kwakiutl“) sowie das Lekwala/Lik'wala („Südliches Kwakiutl“) gehören zu den Nördlichen Wakash-Sprachen. Dabei gibt es heute fünf Dialekte: das am weitesten verbreitete ist Kwak̕wala, das beispielsweise von Kwagu'l (Kwagu'ł), Mamaliliḵala,'Namgis, Lawitsis (Ławitsis) und A'wa'etłala (Da'naxda'xw), aber auch von den Ḵwiḵwasut̓inuxw gesprochen wird. Man findet den Dialekt dementsprechend bei den First Nations der Fort Rupert, Village Island, Cheslakees, Turnour Island, Knight Inlet und Gilford Island.
Der Guc̓ala-Dialekt wird dagegen von den Gusgimukw (Quatsino) und den Gwat̕sinuxw (Winter Harbour) gesprochen. Liq̓ʷala ist bei den Wiwēqay̓i (Cape Mudge) in Gebrauch und den Wiwēkam (Campbell River), schließlich wird das T̓łat̕łasik̕wala bei den Tlatlasikwala-T̓łat̕łasiḵwala auf Hope Island gesprochen.
Sprecher von „Kwak̕wala/Kwak’wala“, „ʼNak̓wala/Nak’wala (auch: Bak̓wa̱mk̓ala)“ und „T̓łat̕łasik̕wala/T’lat’lasik’wala“ identifizieren sich gemeinhin als Kwakwaka'wakw („Sprecher von Kwak’wala“); jedoch die Sprecher von „Gut’sala/Guc̓ala“ und insbesondere die von „Li’kwala/Liq̓ʷala“ weisen die Bezeichnung als „Kwak’wala-Sprecher (Kwakwaka'wakw)“ entschieden zurück.
In Alert Bay auf Cormorant Island im Territorium der „'Namgis First Nation“ ist das U'mista Cultural Center ansässig, es war das erste von zwei Kulturzentren auf Kwakwaka’wakw-Territorium. Das Zentrum besteht aus einem Museum und einem Sprachinstitut zur Wiederbelebung der Kwak’wala-Sprache. Eine Serie von 13 Büchern, 17 Sprachkassetten und Blättern des Kwak’wala-Alphabets wurden mit der Unterstützung von Jay Powell erstellt. Das Zentrum stellt Schulungsunterlagen für Kinder zur Verfügung und bietet Sprachklassen für Erwachsene an. Mit der Hilfe von Neville Lincoln, einem Linguisten der Simon Fraser University, arbeitet das Zentrum an der Erstellung eines Wörterbuchs mit über 27.000 Einträgen.
Mit der Gründung des Nuyumbalees Cultural Centre (vormals: Kwagiulth Museum and Cultural Centre) im Jahre 1979 in Cape Mudge auf Quadra Island im Territorium der „We Wai Kai Nation (Cape Mudge First Nation)“ etablierten die Ligwilda'xw (Laich-kwil-tach) für die Li’kwala/Liq̓ʷala-sprachigen First Nations ebenfalls ein Museum, Kulturzentrum sowie Sprachinstitut um Schulungsmaterialen in Li’kwala/Liq̓ʷala zu entwickeln. Sie versuchen, sich von Kwak'wala und der von Jay Powell und dem U'mista Cultural Centre erdachten Rechtschreibung zu distanzieren. Die Schüler werden mit 48 Symbolen aus dem Internationalen Phonetischen Alphabet (IPA) unterrichtet, im Gegensatz zu den 43 Symbolen der U'mista-Rechtschreibung.
Die Zahl der Muttersprachler ist allein zwischen 1977 und 2007 von über 1.000 auf rund 200 zurückgegangen. Öffentlich wird die Sprache nur noch bei Potlatches, Beerdigungen und sonstigen Feierlichkeiten gesprochen, meist von älteren Sprechern. Eine Ursache ist die zwischen den 20er und den 70er Jahren operierende St. Michael's Residential School in Alert Bay. Dort war der Gebrauch der Sprache streng verboten, wie in allen Residential Schools Kanadas. Die andere Ursache ist der Niedergang der Kultur und vor allem die Benachteiligung durch den Gebrauch der im Ansehen gesunkenen Sprache. Doch nur individuelles Bemühen, regelmäßiger Gebrauch in einer in dieser Hinsicht einigen Gruppe, Überwindung eigener Vorurteile und in die Vergangenheit gerichtete Schuldzuweisungen (so zutreffend sie sein mögen) können, nach bisheriger Erfahrung mit anderen indigenen Sprachen, das Kwak'wala vor dem Aussterben bewahren.

## Kultur

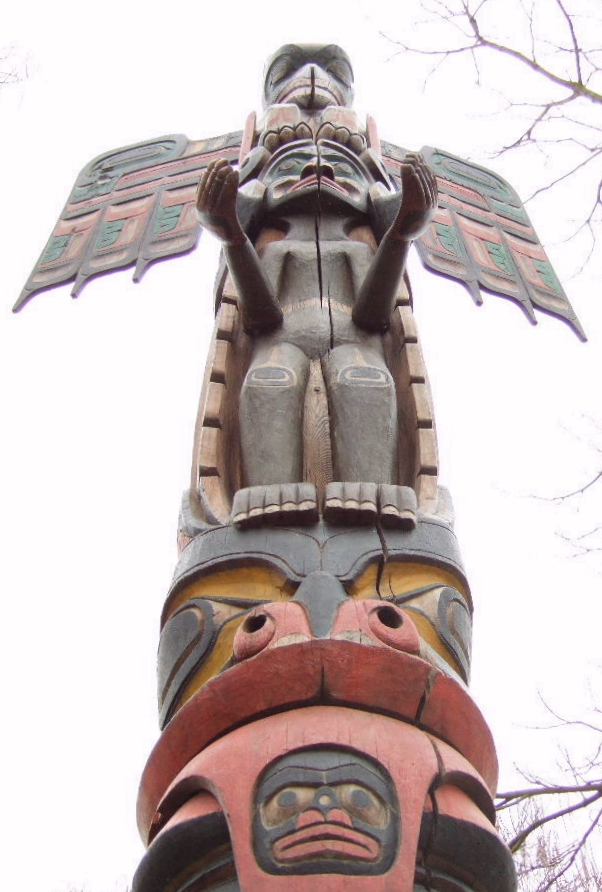
Totempfahl von Kwak'wala-Chief Tony Hunt

Traditionell unterteilten sich die Kwakwaka'wakw in etwa dreißig unabhängige Gruppen. Ihre Gesellschaft war in drei Klassen organisiert, die erblich waren: Adel, einfache Leute und Sklaven. Sie lebten hauptsächlich vom Fischfang, daneben jagten die Männer, und die Frauen sammelten Wildfrüchte und Beeren. Sie webten, vor allem Bastfasern und Haare der Bergziegen, und schnitzen Holz. Reichtum, der durch Sklaven und materielle Güter angezeigt wurde, wurde zur Schau gestellt und an Potlatchen verschenkt. Die Bräuche der Kwakwaka'wakw wurden vom Ethnologen Franz Boas untersucht und waren die Basis seiner Theorien zur Exogamie und zum Totemismus.

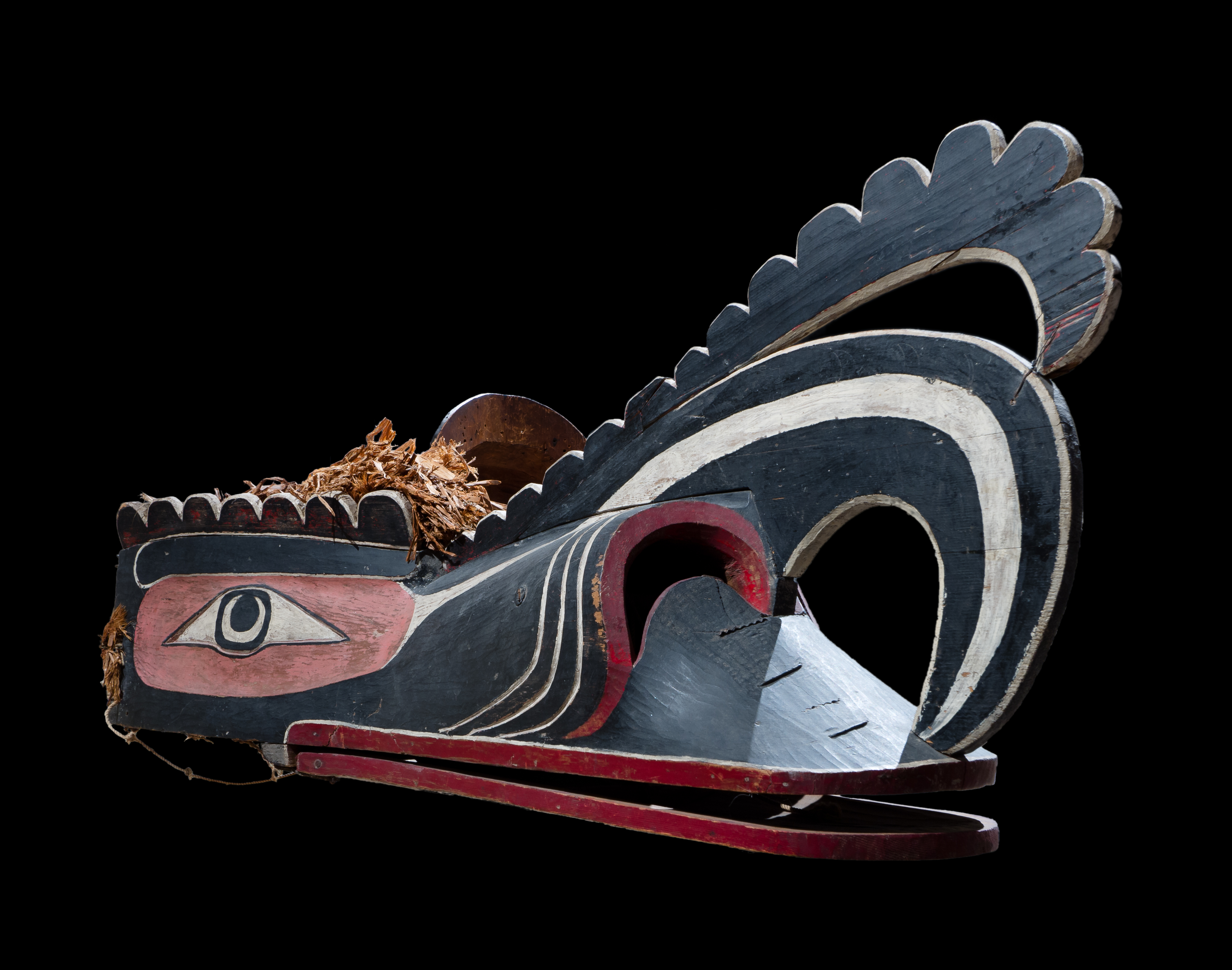
Rituelle Maske der Kawakwaka'wakw, 19. Jahrhundert

Die Kleidung bestand aus Fasern der Red Cedar, des Riesenlebensbaums, sowie aus Haaren der Bergziege. Männer der oberen Schicht trugen als einzige Pelze, Otterpelze waren den höchst gestellten Männern und Frauen vorbehalten, wobei Frauen im Allgemeinen keine Pelze trugen. Mokassins, eine Kopfbedeckung und eine Art Regenmantel dienten als Schutz gegen den häufigen Regen und die Kälte. Der spitze Hut wurde nach Curtis um 1860 von den Haida übernommen. Die Adelsschicht trug zudem Ohrgehänge und Nasenringe.
Die Kwakwaka'wakw wohnten in Plankenhäusern mit großen Hauspfählen. Diese waren vor etwa 1865 allerdings viel seltener beschnitzt als danach. Ein Kennzeichen der Plastik und Malerei der Kwakwaka'wakw wie auch der der Nachbarvölker ist die Verwendung von Ovoiden.
Der ehrenvollste Platz war am Ende des Hauses gegenüber der Eingangstür. Da grundsätzlich das Recht zur Holzgewinnung bei bestimmten Familien lag, die im Allgemeinen auch die Häuptlinge stellten, deren Stellung wiederum erblich war, musste dieser bei einem Hausbau um die Stellung von Holz gebeten werden. Aus diesem Material wurden auch Kanus gebaut, die beinahe die einzige Möglichkeit waren, in dem unwegsamen Gelände größere Strecken zurückzulegen. Dabei wurden die Bäume allerdings oftmals nicht gefällt, sondern nur so viel Holz herausgeschnitten wie nötig (vgl. Culturally Modified Trees). Neben den Kanus wurde auch eine Art Katamaran gebaut, mit einer einfachen Segeltechnik aus Matten oder Brettern. Dazu wurden zwei Kanus miteinander verbunden. Die Kanuwände wurden oftmals reich beschnitzt.
Die Herstellung von Matten, Körben und auch Kleidungsstücken erfolgte auf der Grundlage von Bast, vor allem der Yellow Cedar oder Nootka-Scheinzypresse. Dazu wurde Rinde in Streifen geschnitten und so lange in Salzwasser gelegt, bis die Rinde absank. Nach Auswringen und Hämmern mit einem Holzknüppel waren die Fasern weich und konnten verarbeitet werden. Die Red Cedar diente dabei eher Körben und Matten, weil ihre Fasern härter blieben. Noch härtere oder elastischere Körbe wurden aus Zweigen und Wurzeln gefertigt. Doch wurden auch Matten aus Materialien getauscht oder geraubt, die nur die Küsten-Salish herstellen konnten, oder deren Materialien bei den Kwakwaka'wakw nicht verfügbar waren.

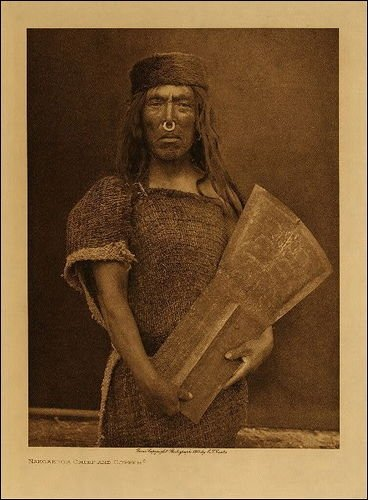
Häuptling der Nakoaktok mit Kupfer, einem äußersten begehrten Tauschgut, auf dem Arm, Edward Curtis 1914

Viele Dörfer besaßen eine Art Festung, in die sich die Bewohner bei einem Angriff zurückziehen konnten. Ihre Waffen bestanden aus Pfeil und Bogen, Kriegskeulen, Schleudern und Speeren. Als Projektilspitzen dienten häufig Bärenknochen oder Elchgeweih. Als Körperschutz dienten armlose, gegerbte Bastkleider, besser waren jedoch Grizzly- oder Pumapelze. Auch eine Art Schuppenpanzer aus Holzschindeln war in Gebrauch.
Die Kwakwaka'wakw waren, im Gegensatz zu den Nuu-chah-nulth, weniger auf Wale spezialisiert, als auf Robben und Fisch, vor allem Lachs, Hering und Kerzenfisch. Aus letzterem gewann man eine butterartige Fettart, die sich lange hielt und als Handelsprodukt über große Entfernungen transportiert wurde. So gelangten auch Stämme an das begehrte Fett, die keinen Zugang zu den Kerzenfischen hatten, und diesen, etwa gegen Lachs, Pelze oder Leder, eintauschten. Die bekannten Fischfangstellen gehörten grundsätzlich bestimmten Familien, die die Fangrechte auch an verschiedene Stämme oder Hausgruppen vergeben konnten. Zu den Fischen, die eher an der Nordwestküste von Vancouver Island gefangen wurden, zählte der Heilbutt. Als deren Preis stark anstieg (um 1890 ca. 100 Steaks pro Dollar, 1910 nur noch 20), profitierten vor allem die Quatsino davon, aber auch andere Heilbuttfänger. Mamalilikulla und Wikeno profitierten eher von Muscheln. Für die Europäer war von Anfang an der Pelzhandel ergiebiger, wobei die Kwakwaka'wakw auch Bären, Otter, Biber, Bergziegen und andere Pelztiere jagten. Nicht gejagt wurden Wölfe und Orcas, denn man glaubte, dass in ihnen Jäger fortlebten.

## Geschichte

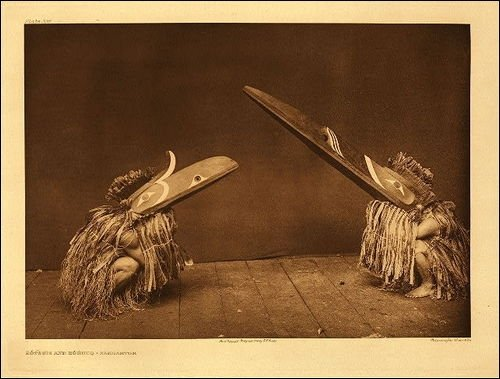
Tänzer mit Hamatsa-Masken, Edward Curtis 1914

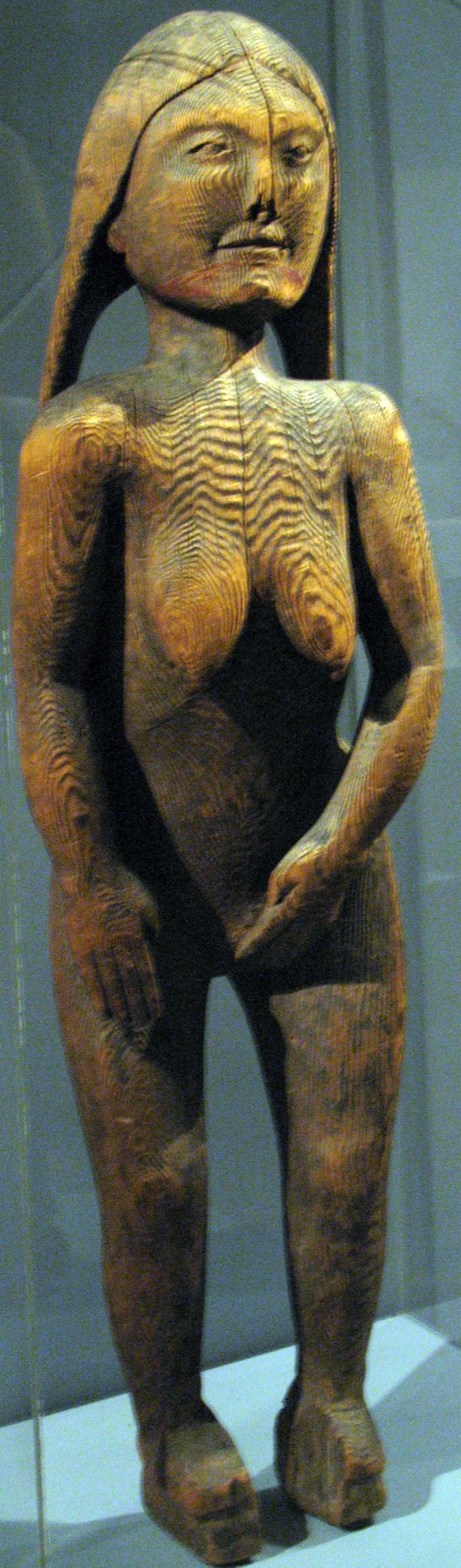
Kwakwaka'wakw-Figur, 19. Jahrhundert

Mit dem Beginn des Pelzhandels an der Pazifikküste nach den Forschungsreisen von James Cook 1778, kamen verstärkt europäische Waffen in die Hände einiger weniger Völker. 1843 errichtete die Hudson’s Bay Company zudem einen Handelsposten in der Nähe der Kwakwaka'wakw. Die modernen Waffen ermöglichten den Stämmen im Norden ausgedehnte Raubzüge, bei denen sie vor allem Sklaven erbeuteten. Um 1850 zählte man etwa 23 Stämme auf der nördlichen Vancouver-Insel und dem angrenzenden Festland. Doch Krankheiten, die ein weiteres Resultat des direkten Kontaktes mit den europäischen Händlern waren, reduzierten die Zahl der Kwakwaka'wakw bis 1900 dramatisch, 1906 waren es noch 1257 Personen. 1780 dürften etwa 4500 Kwakwaka'wakw gelebt haben. Erst seit der Mitte des 20. Jahrhunderts nimmt die Bevölkerung wieder zu. Heute zählen sie laut FPCC-Bericht von 2018 etwa 6200 Personen, wovon jedoch nur 139 noch ihre traditionelle Sprache beherrschen, zudem gibt es 367 Halbsprecher und 763 lernende Sprecher.